# Glypturus motupore
Glypturus motupore är en kräftdjursart som beskrevs av Gary C.B. Poore och Suchanek 1988. Glypturus motupore ingår i släktet Glypturus och familjen Callianassidae. Inga underarter finns listade i Catalogue of Life.